# Sota pressió
Sota pressió (títol original: The Squeeze) és una comèdia estatunidenca dirigida per Roger Young el 1987 i doblada al català.

## Argument
L'ex-dona de l'arruïnat inventor de curiosos artefactes electrònics i aficionat al joc Harry Berg (Michael Keaton) li demana un petit favor que es podria realment tornar contra ell: que reculli un paquet a casa d'un amic. Harry ignora el seu contingut, però es tracta d'un aparell electromagnètic robat, capaç de manipular la loteria. Quan arriba a la casa, troba a més del paquet, un home mort. Sense tenir res a veure, es converteix en sospitós d'assassinat i en l'objectiu d'una perillosa banda que li reclama l'aparell.

## Repartiment
- Michael Keaton: Harry Berg
- Ric Abernathy: Bouncer